# 어명소
어명소(魚命昭, 1965년 ~ )은 대한민국의 제8대 국토교통부 제2차관인 공무원이다.

## 학력
- 속초고등학교 졸업
- 건국대학교 행정학 학사
- 서울시립대학교 도시행정학 박사

## 경력
- 1984.5 9급 공개경쟁채용시험 합격
- 1984 강원도 춘천시청 총무국 세무과 지방행정주사보
- 체신부 서울체신청 서울성동우체국 근무
- 1993.11 제37회 행정고시 합격
- 건설교통부 육상교통국 육상교통기획과 사무관
- 2004.3 건설교통부 수송정책실 수송정책과 서기관
- 건설교통부 수송정책실 물류산업과 서기관
- 건설교통부 총무과 서기관
- 2005.9 건설교통부 주거복지본부 토지기획관 국토정보기획팀장
- 2009.12 국토교통부 물류항만실 물류정책관 물류산업과 과장
- 2010.9 국토해양부 대변인실 홍보담당관
- 2012.2 국토해양부 교통정책실 도로정책관 광역도시도로과장
- 2013.10 국토교통부 기획조정실 정책기획관 창조행정담당관, 부이사관
- 2014.7 국토교통부 주택토지실 토지정책관 토지정책과장
- 2016.11 새만금개발청 투자전략국 국장
- 2017.11 원주지방국토관리청장, 이사관
- 2018.7~2019.4 국토교통부 대변인
- 2019.4~2020.1 국토교통부 항공정책실 항공정책관
- 2020.1~2021.8 국토교통부 교통물류실 종합교통정책관
- 2021.8 국토교통부 교통물류실 실장, 관리관
- 2022.5 ~ 2023.7 국토교통부 제2차관
- 2022.11~2023.7: 국가우주위원회 위원
- 2023.11~: 한국국토정보공사 사장